# مارکوس روگان
مارکوس روگان (به انگلیسی: Markus Rogan) (زادهٔ ۴ مهٔ ۱۹۸۲) شناگر اهل اتریش است.